# 塞尔维乌斯·图利乌斯改革
塞尔维乌斯·图利乌斯改革是指罗马国王塞爾維烏斯·圖利烏斯在位期間实行的一系列军事和政治改革。原本古羅馬3个氏族部落劃分成4个城市部落和31个乡村部落。新部落要負責注册登记公民身份、征兵和征税。塞爾維烏斯·圖利烏斯還對古罗马自由民进行财产普查，塞爾維烏斯·圖利烏斯按照按财产多寡設立了5個等級，自由民按照各自財產數目被劃入相應的等级。不同的等級要提供不同數量的百人團（士兵團體）。不同等级的百人團的人数是不相等的，而且這些士兵必须自备武装。